# 南湖街道 (黄冈市)
南湖街道，是中华人民共和国湖北省黄冈市黄州区下辖的一个乡镇级行政单位。

## 地理与沿革
南湖街道位于黄州区东南，前身是国营南湖农场。2004年8月，南湖农场实行综合配套改革，设立南湖街道办事处，同时保留农场牌子。东临巴河与浠水县巴河镇相望，西与黄冈高新技术产业开发区、东湖街道相邻，向北为白潭湖渔场，南为长江。巴河大桥连接黄州、浠水，境内有江北一级公路。面积17.73平方千米，街道办事处设在榨舟街1号。

## 行政区划
南湖街道下辖以下地区：
榨舟街社区、桃园街社区、农场一队村、农场二队村、农场三队村、农场四队村、农场五队村、农场六队村、农场七队村、农场八队村和农场九队村。

## 经济
南湖街道前身为国营南湖农场，经济以粮、棉、油生产为主。成立初期，各生产队消灭钉螺而平湖造田，将低凹的沼泽地改为稻田。1988年起，全场贯彻“退田还湖”方针，将低湖田、冷浸田改造为精养鱼池，或改水稻、湘莲，养鱼和植莲成为南湖的两大支柱产业。2005年前后，南湖街道开展招商引资，吸引建筑工业进驻。